# Miroslav Macháček (fotbalista)
Miroslav Macháček (* 28. května 1950) je bývalý český fotbalista, záložník.

## Fotbalová kariéra
V československé lize hrál za SU Teplice. Gól v lize nedal. Do Teplic přišel z pražské Admiry.

## Ligová bilance
| Ročník                                   | Zápasy | Góly | Minuty | Klub       |
| ---------------------------------------- | ------ | ---- | ------ | ---------- |
| 1. československá fotbalová liga 1973/74 | 1      | 0    | 90     | SU Teplice |
| 1. československá fotbalová liga 1974/75 | 7      | 0    | 563    | SU Teplice |
| 1. československá fotbalová liga 1975/76 | 12     | 0    | 1 042  | SU Teplice |
| CELKEM                                   | 20     | 0    | 1 695  |            |